# U-578 (tàu ngầm Đức)
U-578 là một tàu ngầm tấn công  Lớp Type VII thuộc phân lớp Type VIIC được Hải quân Đức Quốc Xã chế tạo trong Chiến tranh Thế giới thứ hai. Nhập biên chế năm 1941, nó đã thực hiện được năm chuyến tuần tra, đánh chìm được bốn tàu buôn với tổng tải trọng 23.636 GRT cùng một tàu chiến tải trọng 1.090 tấn. U-578 bị mất tích trong chuyến tuần tra cuối cùng trong vịnh Biscay từ ngày 6 tháng 8, 1942 mà không thể xác định nguyên nhân.

## Thiết kế và chế tạo

### Thiết kế

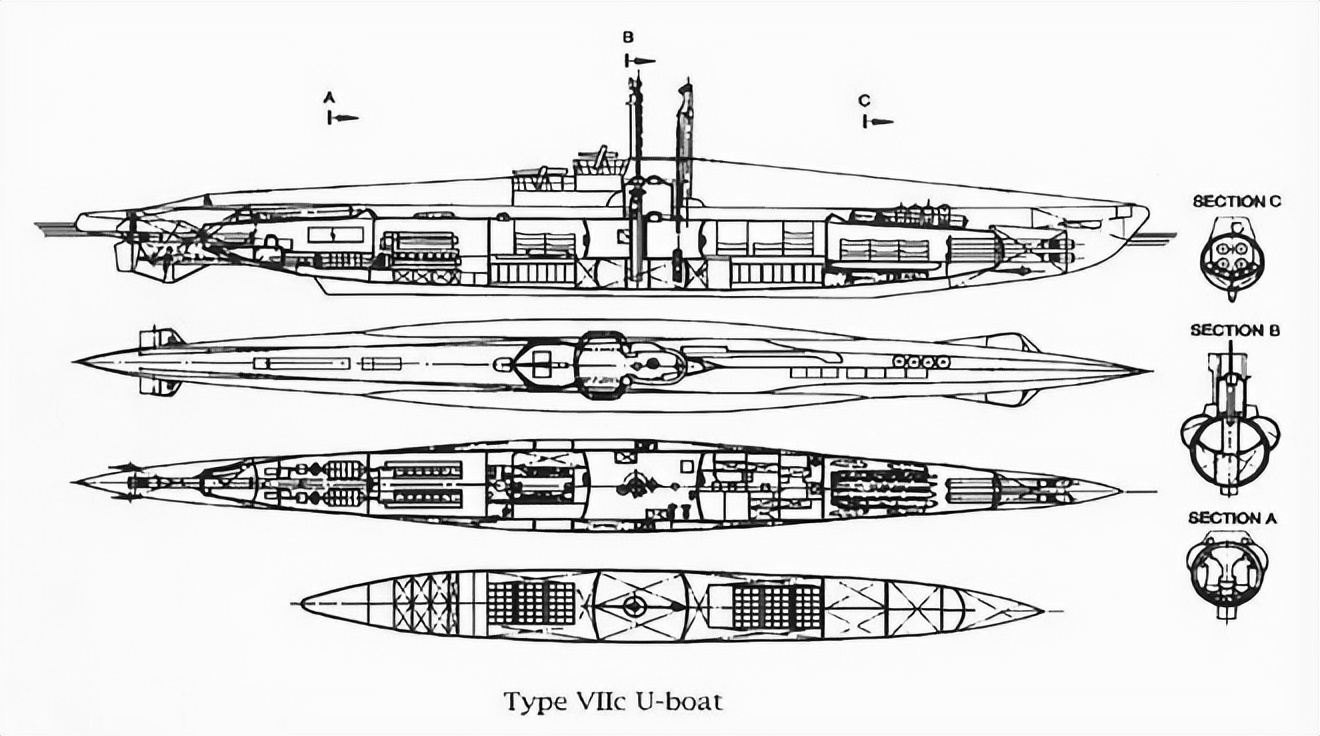
Sơ đồ các mặt cắt một tàu ngầm Type VIIC

Phân lớp VIIC của Tàu ngầm Type VII là một phiên bản VIIB được kéo dài thêm. Chúng có trọng lượng choán nước 769 t (757 tấn Anh) khi nổi và 871 t (857 tấn Anh) khi lặn). Con tàu có chiều dài chung 67,10 m (220 ft 2 in), lớp vỏ trong chịu áp lực dài 50,50 m (165 ft 8 in), mạn tàu rộng 6,20 m (20 ft 4 in), chiều cao 9,60 m (31 ft 6 in) và mớn nước 4,74 m (15 ft 7 in).
Chúng trang bị hai động cơ diesel Germaniawerft F46 siêu tăng áp 6-xy lanh 4 thì, tổng công suất 2.800–3.200 PS (2.100–2.400 kW; 2.800–3.200 bhp), dẫn động hai trục chân vịt đường kính 1,23 m (4,0 ft), cho phép đạt tốc độ tối đa 17,7 kn (32,8 km/h), và tầm hoạt động tối đa 8.500 nmi (15.700 km) khi đi tốc độ đường trường 10 kn (19 km/h). Khi đi ngầm dưới nước, chúng sử dụng hai động cơ/máy phát điện Garbe, Lahmeyer & Co. RP 137/c  tổng công suất 750 PS (550 kW; 740 shp). Tốc độ tối đa khi lặn là 7,6 kn (14,1 km/h), và tầm hoạt động 80 nmi (150 km) ở tốc độ 4 kn (7,4 km/h). Con tàu có khả năng lặn sâu đến 230 m (750 ft).
Vũ khí trang bị có năm ống phóng ngư lôi 53,3 cm (21 in), bao gồm bốn ống trước mũi và một ống phía đuôi, và mang theo tổng cộng 14 quả ngư lôi, hoặc tối đa 22 quả thủy lôi TMA, hoặc 33 quả TMB. Tàu ngầm Type VIIC bố trí một hải pháo 8,8 cm SK C/35 cùng một pháo phòng không 2 cm (0,79 in) trên boong tàu. Thủy thủ đoàn bao gồm 4 sĩ quan và 40-56 thủy thủ.

### Chế tạo
U-578 được đặt hàng vào ngày 8 tháng 1, 1940, và được đặt lườn tại xưởng tàu của hãng Blohm & Voss ở Hamburg vào ngày 1 tháng 8, 1940. Nó được hạ thủy vào ngày 15 tháng 5, 1941, và nhập biên chế cùng Hải quân Đức Quốc Xã vào ngày 10 tháng 7, 1941 dưới quyền chỉ huy của Hạm trưởng, Trung tá Hải quân Ernst-August Rehwinkel.

## Lịch sử hoạt động

### 1941
Sau khi hoàn tất việc huấn luyện trong thành phần Chi hạm đội U-boat 5, và với Chi hạm đội U-boat 7 từ ngày 10 tháng 7, 1941, U-578 tiếp tục phục vụ cùng đơn vị này để hoạt động trên tuyến đầu cho đến khi bị mất.

#### Chuyến tuần tra thứ nhất
Sau khi di chuyển từ cảng Kiel, Đức đến cảng Trondheim, Na Uy, và sau đó đến cảng Kirkenes ở phía cực Bắc Na Uy vào đầu tháng 11, 1941, U-578 xuất phát từ đây vào ngày 19 tháng 11 cho chuyến tuần tra đầu tiên trong chiến tranh. Nó đã hoạt động trong biển Barents ngoài khơi bán đảo Kola, nơi nó bị một tàu tuần tra Xô Viết húc vào ngày 25 tháng 11, nhưng chỉ bị hư hại nhẹ, và quay trở lại Kirkenes hai ngày sau đó. Sang đầu tháng 12, chiếc tàu ngầm di chuyển đến cảng Bergen, Na Uy, rồi quay trở lại Kiel.

### 1942

#### Chuyến tuần tra thứ hai
U-578 khởi hành từ Kiel vào ngày 15 tháng 1, 1942 cho chuyến tuần tra tiếp theo. Nó đã tiến ra Bắc Hải, rồi băng qua khe GI-UK giữa các quần đảo Shetland và Faroe để vòng qua quần đảo Anh và hoạt động tại vùng biển Bắc Đại Tây Dương về phía Tây Ireland (Khu vực Tiếp cận phía Tây). Chiếc U-boat kết thúc chuyến tuần tra và đi đến cảng St. Nazaire bên bờ Đại Tây Dương của Pháp đã bị Đức chiếm đóng, đến nơi vào ngày 28 tháng 1.

#### Chuyến tuần tra thứ ba
Xuất phát từ cảng St. Nazaire vào ngày 3 tháng 2 cho chuyến tuần tra tiếp theo, U-578 đã băng qua suốt Đại Tây Dương để hoạt động dọc theo bờ biển Canada và Hoa Kỳ trong khuôn khổ Chiến dịch Paukenschlag (tiếng Anh: Chiến dịch Drumbeat).
Vào ngày 27 tháng 2, U-578 phóng ngư lôi đánh trúng tàu chở dầu Hoa Kỳ R.P. Resor 7.451 GRT ở vị trí khoảng 20 nmi (37 km) về phía Đông Manasquan, New Jersey. Chiếc tàu kéo USS Sagamore tìm cách kéo R.P. Resor về cảng, nhưng nó lật úp và đắm hai ngày sau đó ở vị trí 31 nmi (57 km) về phía Đông Barnegat, New Jersey.
Sang ngày hôm sau 27 tháng 2, U-578 lại phóng ngư lôi đánh chìm tàu khu trục USS Jacob Jones (1.090 tấn) ở vị trí về phía Đông Nam Cape May, New Jersey. Đây là tàu chiến đầu tiên của Hải quân Hoa Kỳ bị đánh chìm tại vùng biển Hoa Kỳ trong Thế Chiến II. Trong chặng quay trở về, chiếc U-boat còn đánh chìm thêm chiếc tàu buôn Na Uy Ingerto 3.089 GRT ở vị trí giữa Bắc Đại Tây Dương vào ngày 12 tháng 3, trước khi về đến St. Nazaire vào ngày 25 tháng 3.

#### Chuyến tuần tra thứ tư
U-578 tiếp tục thực hiện Chiến dịch Paukenschlag trong chuyến tuần tra thứ tư, diễn ra từ ngày 7 tháng 5 đến ngày 3 tháng 7, khi lại băng qua suốt Đại Tây Dương để hoạt động ngoài khơi vùng bờ Đông Hoa Kỳ. Vào ngày 27 tháng 5, nó đánh chìm chiếc tàu buôn Hà Lan Polyphermus 6.269 GRT ở vị trí khoảng 340 nmi (630 km) về phía Bắc quần đảo Bermuda. Đến ngày 2 tháng 6, nó tiếp tục đánh chìm chiếc tàu buôn Na Uy Berganger 6.826 GRT ở vị trí về đhía Đông Nam mũi Cod, Massachusets.

#### Chuyến tuần tra thứ năm – Bị mất
U-578 rời cảng St. Nazaire lần sau cùng vào ngày 6 tháng 8 cho chuyến tuần tra thứ năm, và đã mất tích trong vịnh Biscay mà không rõ nguyên nhân. Chiếc U-boat được cho là đã mất với tổn thất toàn bộ 49 thành viên thủy thủ đoàn trên tàu.
Trước đây có nguồn cho rằng U-578 bị đánh chìm trong vịnh Biscay về phía Bắc mũi Ortegal, Tây Ban Nha vào ngày 10 tháng 8, 1942, bởi mìn sâu thả từ một máy bay thuộc Liên đội 311 Không quân Hoàng gia Anh với đội bay người Czech. Cuộc tấn công này thật ra đã nhắm vào tàu ngầm U-135, nhưng chỉ gây hư hại nhẹ.

### Tóm tắt chiến công
U-578 đã đánh chìm được bốn tàu buôn với tổng tải trọng 23.636 GRT cùng một tàu chiến tải trọng 1.090 tấn:
| Ngày             | Tên tàu         | Quốc tịch       | Tải trọng | Số phận      |
| ---------------- | --------------- | --------------- | --------- | ------------ |
| 27 tháng 2, 1942 | R.P. Resor      | United States   | 7.451     | Bị đánh chìm |
| 28 tháng 2, 1942 | USS Jacob Jones | Hải quân Hoa Kỳ | 1.090     | Bị đánh chìm |
| 12 tháng 3, 1942 | Ingerto         | Norway          | 3.089     | Bị đánh chìm |
| 27 tháng 5, 1942 | Polyphemus      | Netherlands     | 6.269     | Bị đánh chìm |
| 2 tháng 6, 1942  | Berganger       | Norway          | 6.826     | Bị đánh chìm |